# سد بوهودة
سد بوهودة هو أحد السدود المائية على واد آسرى شمال المملكة المغربية. يتواجد سد بوهودة شمال مدينة تاونات بإقليم تاونات (جماعة بوهودة بدوّار الزاوية)، يتبع الحوض المائي سبو تضم حقينة المائية حاليا 44,77 مليون متر مكعب في أفق تفعيل مشروع تعليته قصد بلوغ سعة 220 مليون متر مكعب.